# 머그잔

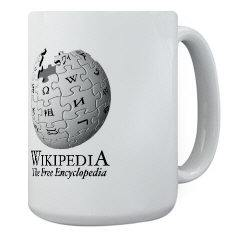
위키백과 로고 상표가 있는 자기 머그잔

머그잔(영어: mug)이란 식기 중의 하나로 손잡이가 있는 통형의 큰컵이다. 뜨거운 우유나 커피, 음료 등을 마시는 데 많이 사용되지만, 일반적인 커피잔보다 크기 때문에 포타지같은 스프류를 담는데 쓰기도 한다. 또한 머그잔에서 조리가 되는 컵라면 크기의 라면도 상품화되고 있다.
머그컵이라고 하는 명칭도 통용되는데 이는 일본어식 영어이고 영어권에서는 그냥 “머그”라고 한다.
도기, 자기의 머그잔 이외에 유리, 법랑, 알루미늄, 스테인리스같은 재질의 머그잔도 있다. 그리고 보온병같은 진공 부분을 만들어서 잘 식지 않게 한 제품(보온 머그잔)도 있다.
일반적으로 머그잔은 약 350 밀리리터의 액체를 담을 수 있다.

## 역사

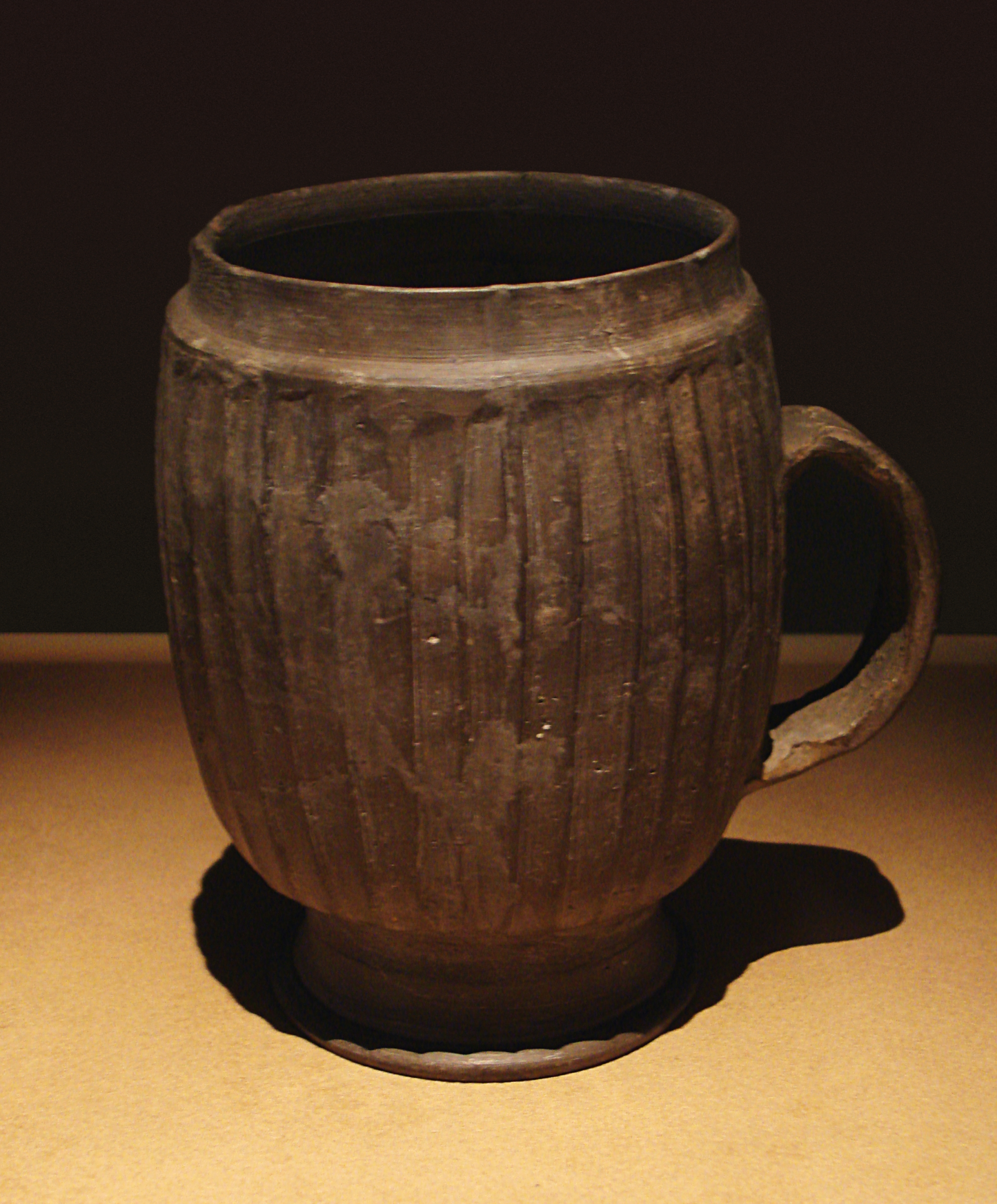
중국 정저우 시의 머그잔.

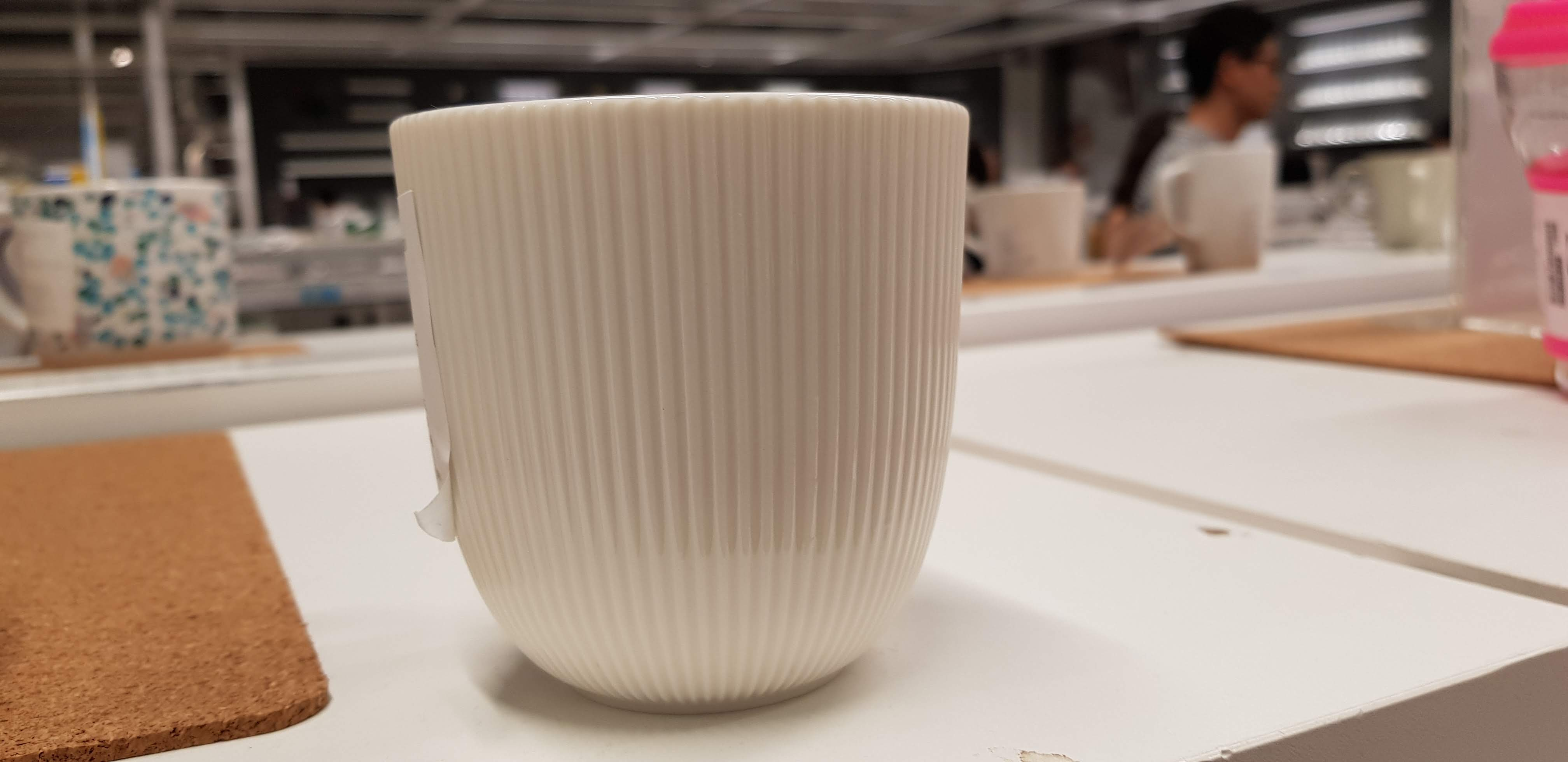
밖이 줄모양으로 디지안이 된 머그잔

가장 오래된 머그잔으로는 나무로 된 머그잔이 사용된 것으로 짐작되지만 대부분은 온전하게 생존하지 못했다.

## 같이 보기
- 잔
- 커피 컵
- 피처
- 저그
- 맥주 텀블러